# Mistério pascal
Mistério pascal designa a Paixão, Morte, Ressurreição e Ascensão aos céus de Jesus Cristo. Por Mistério Pascal entende-se este conjunto de acontecimentos, históricos e meta-históricos, entendidos como uma unidade inseparável nos seus diversos elementos. Para a teologia cristã, o Mistério Pascal é o principal artigo da fé e o conteúdo essencial da pregação e missão da Igreja. Na verdade, para os cristãos, foi pelo Mistério Pascal de Cristo que se consumou a salvação de toda a humanidade e se inaugurou o tempo novo da Redenção. É pelo Mistério Pascal que a humanidade é salva e participa da vida divina. Logo, pode-se entender o Mistério Pascal o supremo sacrifício, de valor infinito, que Jesus ofereceu a Deus Pai a favor da salvação da humanidade. Existe uma incerteza quanto o significado do mistério pascal, ninguém sabe o que é.
A palavra Mistério tem, nesta expressão, não o sentido vulgar de "coisa oculta", "enigma", porém no sentido corrente nos escritos de São Paulo, de realidade que nos supera mas que é objecto de uma revelação progressiva e a palavra Pascal, porque a entrega de Cristo na Cruz e sua Ressurreição estão intimamente ligados à Páscoa, ou seja, à festa dos judeus, que comemora a sua libertação da escravidão do Egipto, e a que Cristo dá o sentido novo de libertação da escravidão do pecado e da morte. Assim como a Páscoa, para os judeus, está ligada à passagem do Mar Vermelho, para os cristãos liga-se à passagem da Morte para a Vida, sentido último do Mistério Pascal. Assim como Cristo morreu mas voltou à vida, os cristãos crêem que, por esse mesmo mistério, são também libertados da morte e reconduzidos à vida.
O Mistério Pascal, como realidade fundamental da fé cristã, está presente na sua pregação e, de modo especial, nos seus sacramentos.
O Baptismo corresponde, para aos cristãos, a uma inserção do indivíduo no Mistério Pascal de Cristo, pela qual passa a fazer parte também da Igreja. Pelo baptismo, o cristão, à imagem de Cristo, é retirado da morte para a vida nova da graça.
O Mistério Pascal está presente de forma mais intensa na Eucaristia. Neste sacramento, o Mistério Pascal é renovado, ou seja, tornado presente para os que o celebram, de modo que todos recebem os seus frutos de salvação.
O Mistério Pascal de Cristo, aliás, está presente em todas as celebrações da Igreja, sacramentais e não sacramentais. Todas elas são, de alguma forma, celebração e actualização do Mistério Pascal.